# Farris
«Farris» — норвежский бренд минеральной воды, разливаемой в коммуне Ларвик. Принадлежит компании «Рингнес».

## История
Является старейшей в Норвегии маркой минеральной воды. Возникла как побочный продукт от спа в Вестфолле. Первоначально называлась «Laurvig Bad» (1880), затем «Salus» (1907). В 1915 году название бренда было изменено на «Farris».
С 1960-х годов Farris укрепил свои позиции на рынке, став национальным напитком в 1970-х, начав розлив в литровые бутылки в 1976 году и выпустив менее газированный вариант Farris naturell (Blå) в 1988 году, дополнив уже существующий сильногазированный напиток.
В 1990 году Farris выпустил первый ароматизированный напиток Farris Sitron, за которым в 1995 году последовал Farris Lime, в том же году из ассортимента был изъят белый Farris, а в 1993 году Farris впервые был разлит в пластиковые бутылки.
К 2000-м годам годовой объем производства стал составлять около 40 миллионов литров. Новая бутылка с голубым стеклом (0,33 л), которая была запущена в 2001 году, выиграла премию Норвежского совета по дизайну за выдающиеся достижения в области дизайна.
Также совместно в английской дизайнерской фирмой «JDO» была разработана необычная форма ПЭТ-бутылки.
Farris Bris, серия напитков с пониженным содержанием углекислого газа и усиленным вкусом, была запущена в 2005 году.